# Echo system
Echo system is het zesde studioalbum van Paul Ellis. Hij werkte daarbij samen met Craig Padilla, een andere Amerikaans componist en toetsenist op het gebied van ambient. Ellis en Padilla vullen elkaar goed aan; de muziek wijzigt nauwelijks ten opzichte van de soloalbums van Ellis.  Opnamen voor het album namen verspreid over twee jaar plaats in verband met de komst van baby Padilla.

## Musici
- Paul Ellis, Craig Padilla – synthesizers, elektronica

## Muziek
| Nr. | Titel                                         | Duur  |
| --- | --------------------------------------------- | ----- |
| 1.  | Echo system                                   | 16:13 |
| 2.  | Windy plains                                  | 7:16  |
| 3.  | Writing on the water                          | 8:07  |
| 4.  | Shanti                                        | 10:30 |
| 5.  | Shadowlands                                   | 7:41  |
| 6.  | Everybody’s sky                               | 7:58  |
| 7.  | Death of an ARP (ARP is een type synthesizer) | 14:13 |